# Národní galerie moderního umění (Nové Dillí)
Národní galerie moderního umění (National Gallery of Modern Art, NGMA) je přední umělecká galerie spadající pod ministerstvo kultury Indie. Hlavní muzeum v Jaipur House v Novém Dillí bylo zřízeno 29. března 1954 indickou vládou, později vznikly pobočky v Bombaji a Bangalore. Rozsáhlá sbírka zahrnuje umělce jako Thomas Daniell, Rádža Ravi Varma, Abanindranáth Thákur, Rabindranáth Thákur, Džadžanendranáth Thákur, Nandalal Bose, Jamini Roy, Amrita Šer-Gilová a také zahraniční tvůrce. Nejstarších zdejší díla pocházejí z roku 1857. S výstavní plochou 12 000 metrů čtverečních je pobočka v Dillí jedním z největších muzeí moderního umění na světě.

## Fotografie
NGMA má velkou sbírku fotografií Laly Deen Dayala, jednoho z průkopníků fotografie v Indii. NGMA začala sbírat fotografie jako uměleckou formu na konci 70. let. Sbírka je malá, ale přesto významná. Fotografie Deen Dayala z královského života počátku 20. století v Hyderabadu jsou národní vzácností. Ve sbírce galere jsou také fotografie současné Indie od Raghu Raie a moderních autorů Nemaie Ghoshe nebo fotografky Dayanity Singh.

## Galerie

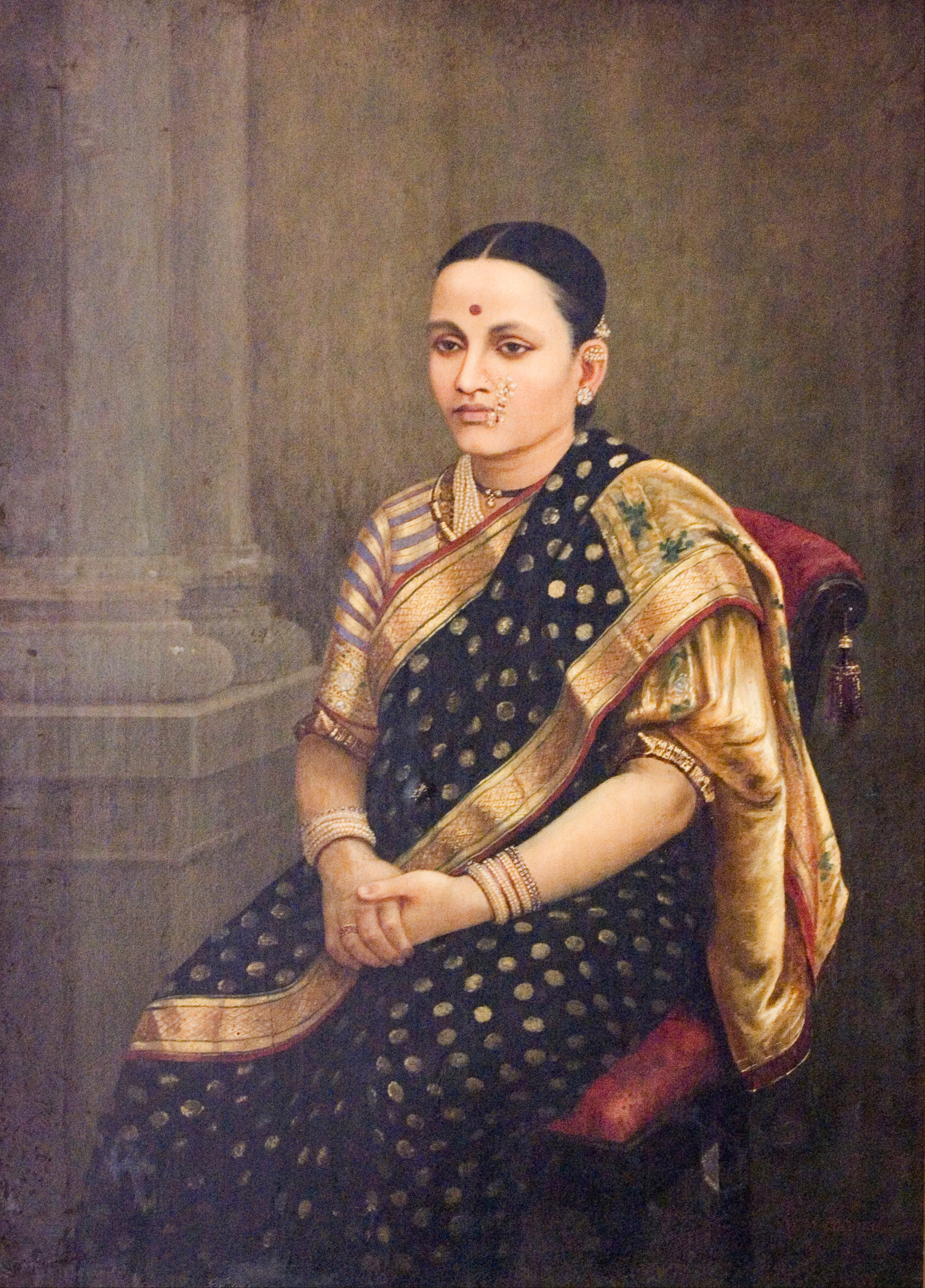
Rádža Ravi Varma, Portrét dámy
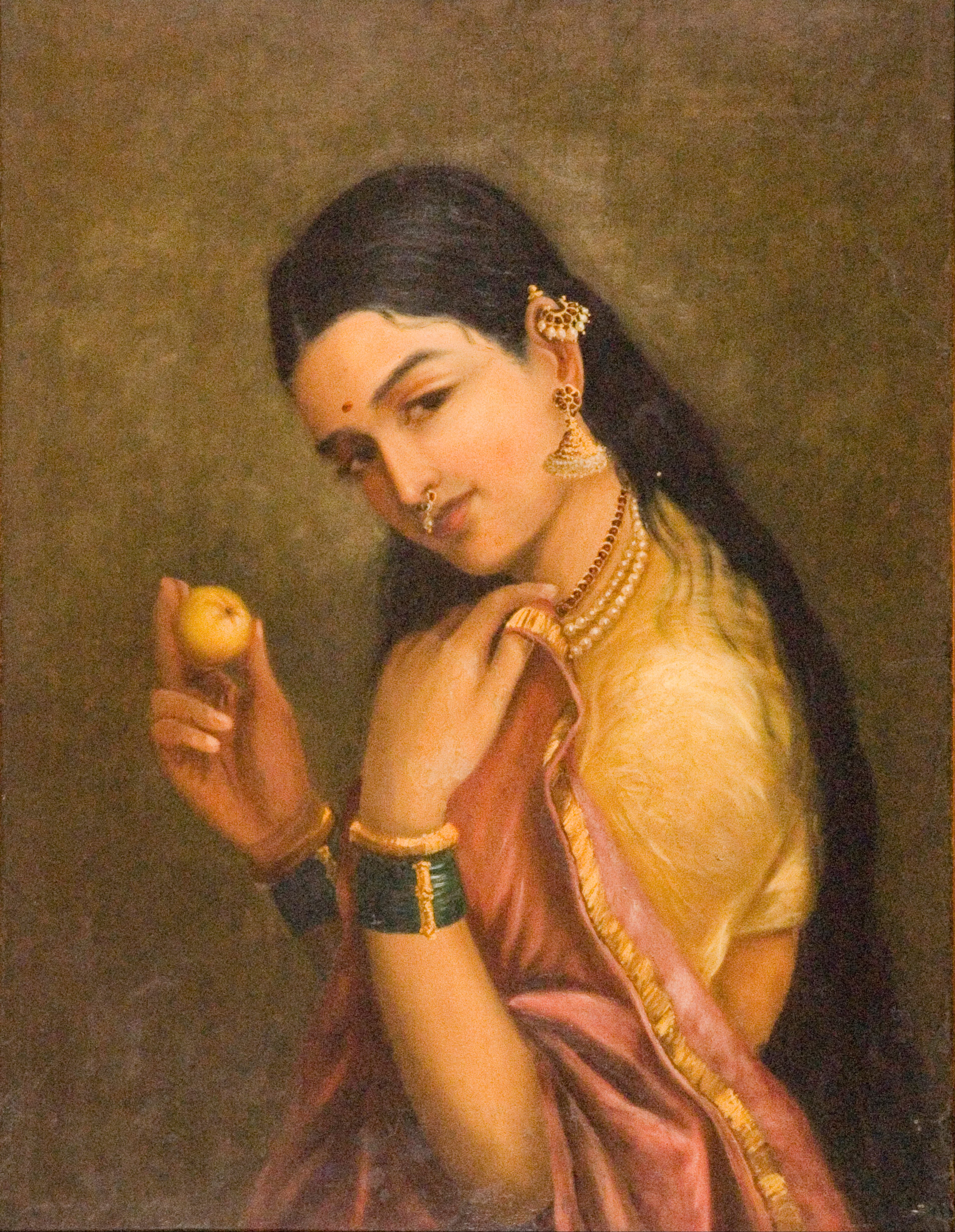
Rádža Ravi Varma, Žena s ovocem
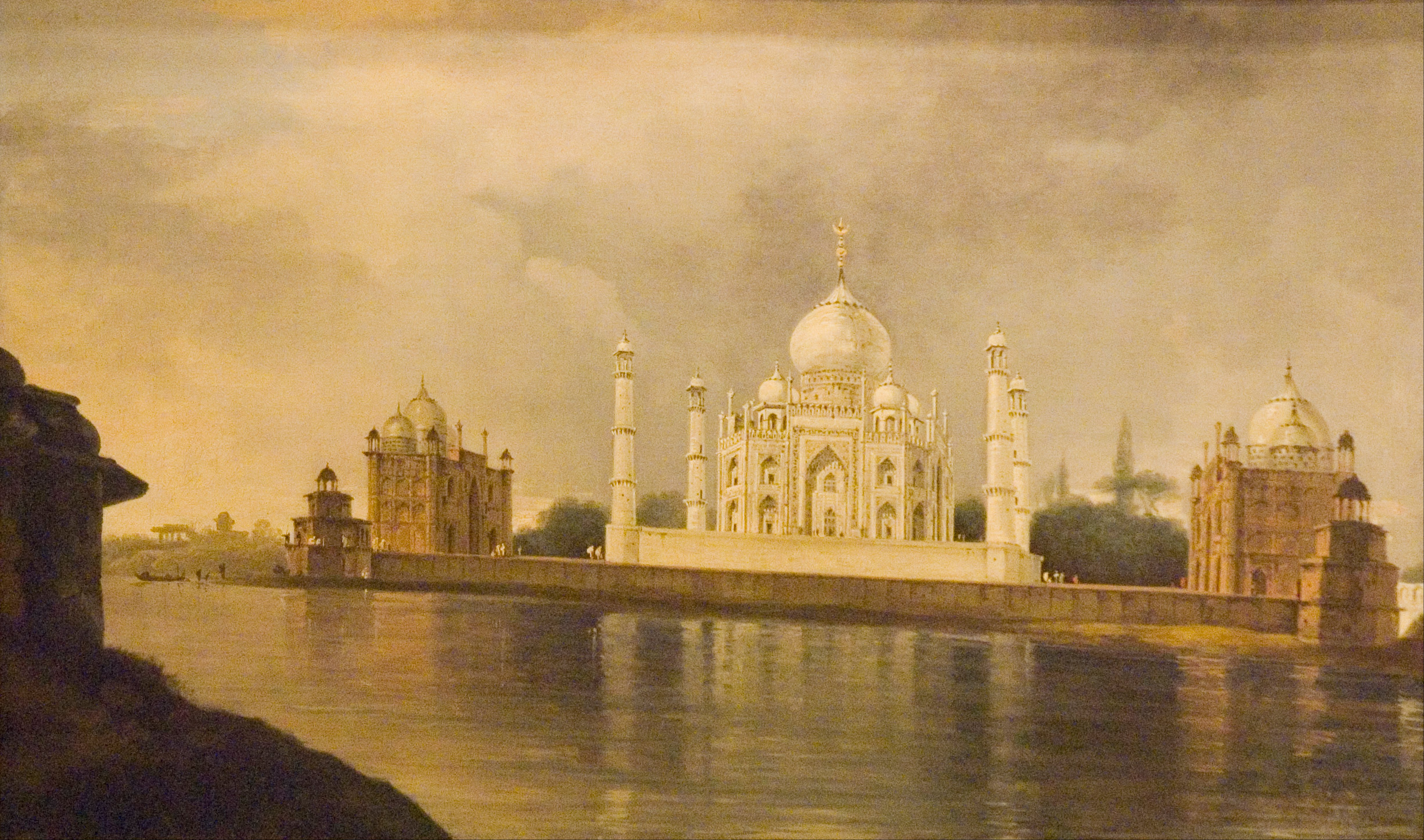
William Hodges, Tádž Mahal
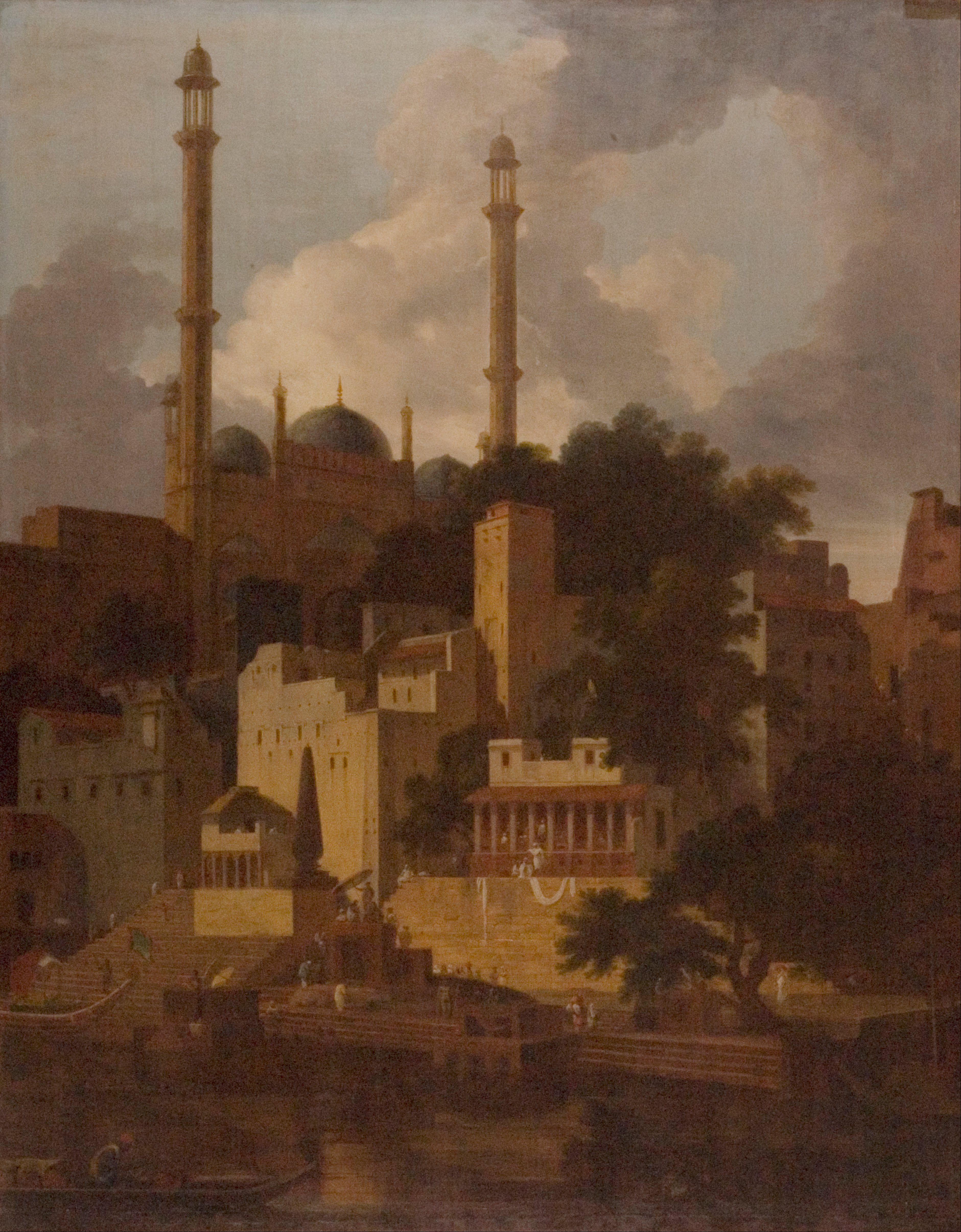
Thomas Daniell, Aurangzebova mešita
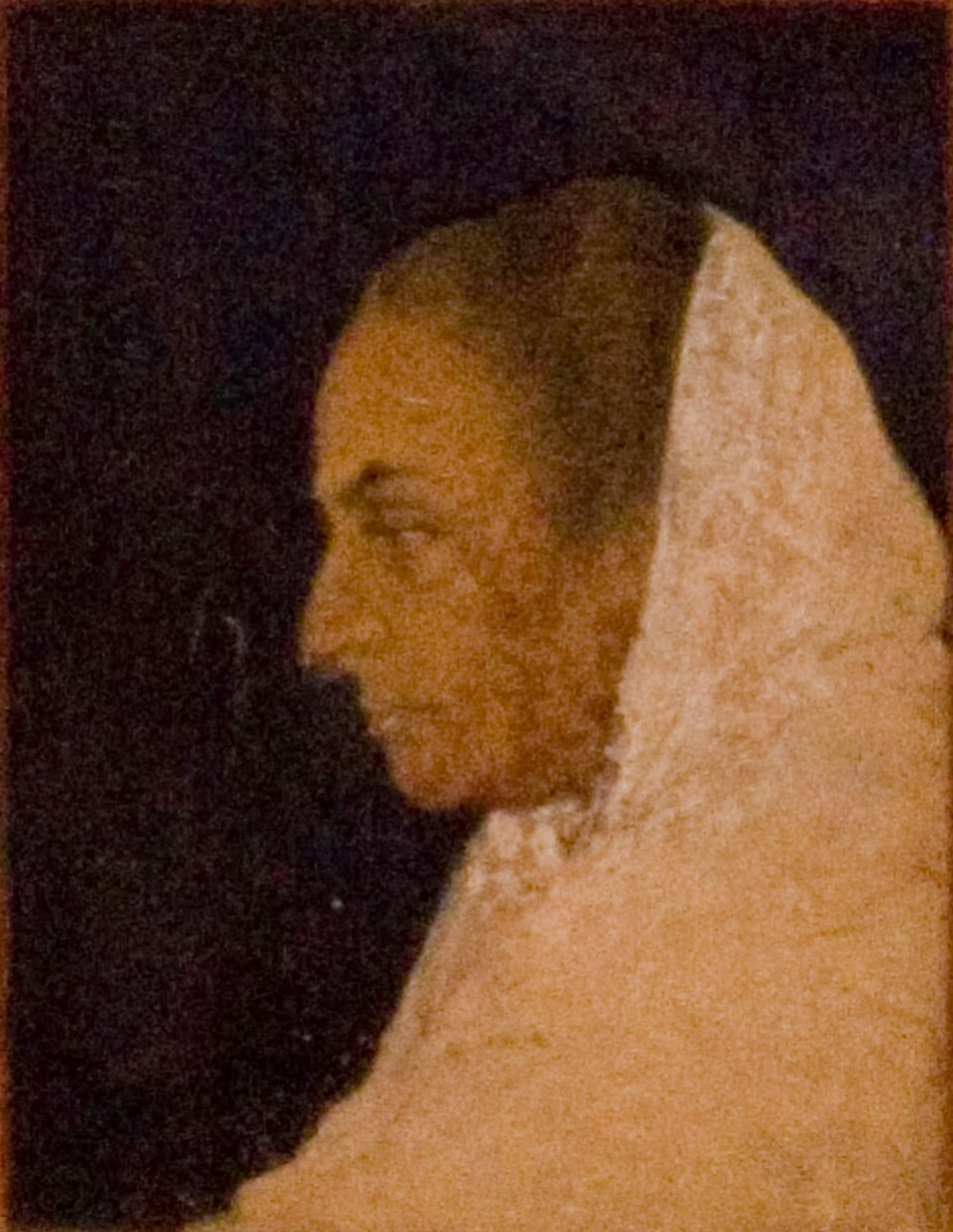
Abanindranáth Thákur, Moje matka
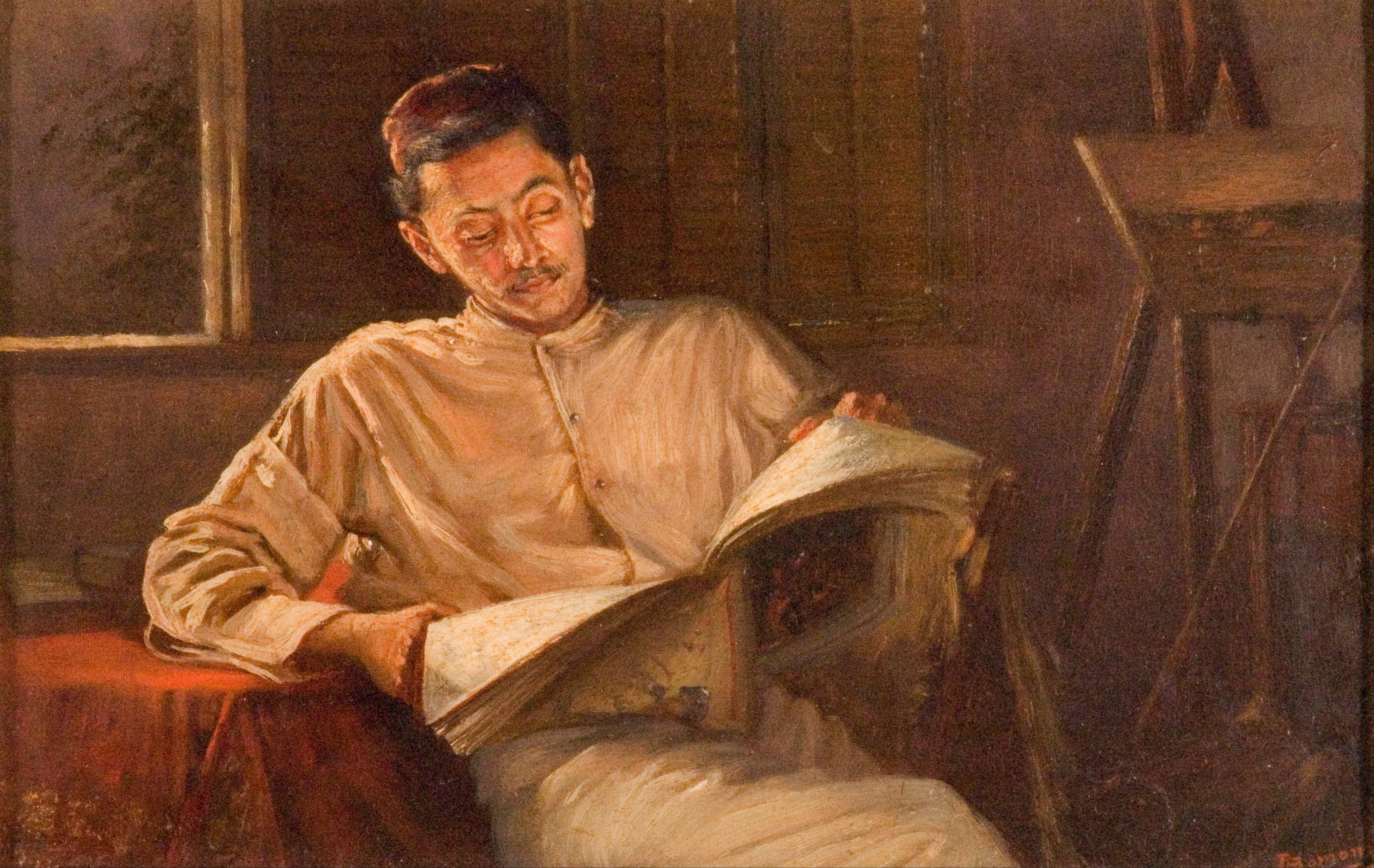
Pestondži Bomandží, Odpočinek